# Skeleton-Europacup 2003/04
Der Skeleton-Europacup 2003/04 war eine von der Fédération Internationale de Bobsleigh et de Tobogganing (FIBT) veranstaltete Rennserie, die zum vierten Mal ausgetragen wurde und zum Unterbau des Weltcups gehört. Der Wettbewerb bestand aus zwei Saisonrennen in Altenberg und Igls; zwei weitere geplante Rennen in Lillehammer und Sigulda fanden nicht statt.

## Männer

### Veranstaltungen
| Datum            | Ort       | Sieger         | Zweiter             | Dritter        |
| ---------------- | --------- | -------------- | ------------------- | -------------- |
| 6. Dezember 2003 | Altenberg | Dirk Matschenz | Matthias Biedermann | Chris Hedquist |
| 31. Januar 2004  | Igls      | Eric Bernotas  | Chris Hedquist      | Adam Pengilly  |

### Einzelwertung
| Platz | Sportler            | Land                   | Punkte |
| ----- | ------------------- | ---------------------- | ------ |
| 1     | Chris Hedquist      | Vereinigte Staaten     | 86     |
| 2     | Michi Halilovic     | Deutschland            | 70     |
| 3     | Matthias Biedermann | Deutschland            | 68     |
| 4     | Frank Rommel        | Deutschland            | 67     |
| 5     | Eric Bernotas       | Vereinigte Staaten     | 64     |
| 6     | Florian Spiess      | Österreich             | 62     |
| 7     | Dirk Matschenz      | Niederlande            | 50     |
| 8     | Sebastian Haupt     | Deutschland            | 47     |
| 9     | Martin Brugger      | Österreich             | 44     |
| 10    | Adam Pengilly       | Vereinigtes Königreich | 41     |

### Nationenwertung
| Platz | Land                   | Punkte |
| ----- | ---------------------- | ------ |
| 1     | Deutschland            | 147    |
| 2     | Vereinigte Staaten     | 146    |
| 3     | Österreich             | 130    |
| 4     | Italien                | 110    |
| 5     | Vereinigtes Königreich | 99     |
| 6     | Australien             | 98     |
| 7     | Schweiz                | 84     |
| 8     | Südkorea               | 62     |
| 9     | Lettland               | 60     |
| 10    | Niederlande            | 58     |

## Frauen

### Veranstaltungen
| Datum            | Ort       | Siegerin        | Zweite         | Dritte             |
| ---------------- | --------- | --------------- | -------------- | ------------------ |
| 6. Dezember 2003 | Altenberg | Julia Eichhorn  | Marion Trott   | Kati Klinzing      |
| 31. Januar 2004  | Igls      | Katie Uhlaender | Julia Eichhorn | Costanza Zanoletti |

### Einzelwertung
| Platz | Sportlerin           | Land               | Punkte |
| ----- | -------------------- | ------------------ | ------ |
| 1     | Julia Eichhorn       | Deutschland        | 66     |
| 2     | Marion Trott         | Deutschland        | 45     |
| 3     | Kati Klinzing        | Deutschland        | 43     |
| 4     | Judith Huber         | Italien            | 41     |
| 5     | Kathrin Huber        | Italien            | 40     |
| 6     | Lyndsie Peterson     | Vereinigte Staaten | 38     |
| 7     | Katie Uhlaender      | Vereinigte Staaten | 35     |
| 8     | Alexandra Grünberger | Österreich         | 29     |
| 9     | Costanza Zanoletti   | Italien            | 28     |
| 10    | Kathleen Lorenz      | Deutschland        | 25     |

### Nationenwertung
| Platz | Land                   | Punkte |
| ----- | ---------------------- | ------ |
| 1     | Deutschland            | 115    |
| 2     | Italien                | 103    |
| 3     | Vereinigte Staaten     | 77     |
| 4     | Vereinigtes Königreich | 68     |
| 5     | Österreich             | 49     |
| 6     | Irland                 | 29     |
| 7     | Kanada                 | 26     |
| 8     | Schweiz                | 23     |
| 9     | Australien             | 12     |
| 10    | Russland               | 11     |